# イービノサウルス
"イービノサウルス"（"Yibinosaurus"　"宜賓のトカゲ"の意味）はジュラ紀前期に生息した未記載の草食恐竜の属に対する非公式の名である。竜脚類であり、化石は中国四川省宜賓市で発見されている。仮のタイプ種は"Yibinosaurus zhoui"は公式に未だ記載されていないが、中国の古生物学者歐陽輝により記載論文が予定されている。2001年の重慶自然博物館のガイドブックで簡単説明がなされているが、現在は裸名（nomen nudum）である。

## 参照
- Anonymous (2001). Chongqing Natural History Museum guidebook.